# 낭가
낭가(Nanga)는 콩고 왕국의 킬루키니 왕조 제2대 군주이다.

## 같이 보기
- 콩고의 군주 목록
- 콩고 왕국